# Fatima Bernawi
Fatima Mohammed Bernawi (arabe : فاطمة برناوي), née en 1939 à Jérusalem (Palestine mandataire) et morte le 3 novembre 2022 au Caire (Égypte), est une militante de la cause palestinienne. Membre du Mouvement pour la liberté palestinienne, elle est la première femme à avoir organisé une opération en Israël et la première à avoir été arrêtée et détenue par l'Armée de défense d'Israël.

## Biographie
Fatima Bernawi est née en 1939 à Jérusalem d'un père nigérian et d'une mère palestinienne-jordanienne dans ce qui est alors la Palestine mandataire. À l'âge de neuf ans, elle subit la Nakba et part dans un camp de réfugiés à Amman, ce qui forge son engagement politique pour le reste de sa vie. Sa famille revient à Jérusalem en 1960 et s'installe dans le quartier africain de la ville.
Travaillant pour la Saudi Aramco en tant qu'infirmière, elle n'est pas autorisée à leur faire des injections à cause de la couleur de sa peau.
Elle rejoint le Fatah à l'âge de 18 ans et devient un membre actif du mouvement de libération de la Palestine dans les années 1960. Son engagement  s'inscrit dans l'histoire familiale car son père a pris part aux révoltes arabes en Palestine mandataire en 1936 . Selon Amal Kawar, qui a interviewé 34 Palestiniennes pour son étude Daughters of Palestine, Bernawi est l'une des quatre seules à avoir rejoint un mouvement de résistance en tant que membre de la guérilla avec de se tourner vers la politique. Les quatre autres sont Leïla Khaled, Aisha Odeh et Rasmiyeh Odeh. Sa mère et sa sœur sont arrêtées pour avoir mené une opération de guérilla, la première passant un mois en prison et la deuxième un an.
En octobre 1967, elle pose une bombe dans le cinéma Zion à Jérusalem-Ouest pour protester contre un film célébrant la guerre des Six Jours. La bombe n'explose pas et elle est arrêtée par l'Armée de défense d'Israël et condamnée à la prison à vie. Elle est alors la première femme palestinienne à être emprisonnée par Israël après la défaite de la guerre des Six Jours. Le 11 novembre 1977, elle est libérée lors d'un échange de prisonniers et obligée de s'exiler au Liban.
De retour dans la bande de Gaza en 1994, elle travaille avec Yasser Arafat pour créer la Palestinian Women's Police à Gaza qui compte en 2022 532 membres.
Vivant en Égypte, elle continue de militer pour la libération de la Palestine jusqu'à sa mort le 3 novembre 2022 au Caire. Elle est enterrée à Gaza le 6 novembre 2022.

### Distinctions
- 2015 : elle reçoit l'Ordre de l'Étoile d'honneur militaire des mains de Mahmoud Abbas[9],[10]